# François Giguère
François C.H. Giguère, né le 24 juin 1963 à Sainte-Foy dans la ville de Québec, est un dirigeant canadien de hockey sur glace. 
Il est l'ancien directeur général et vice-président exécutif de l'Avalanche du Colorado. Il en est le directeur général du 24 mai 2006 au 13 avril 2009.
Avec l'Avalanche du Colorado, il gagne la Coupe Stanley en 1996, comme entraîneur adjoint, et en 2001, comme directeur sportif adjoint.